# Oderbruch

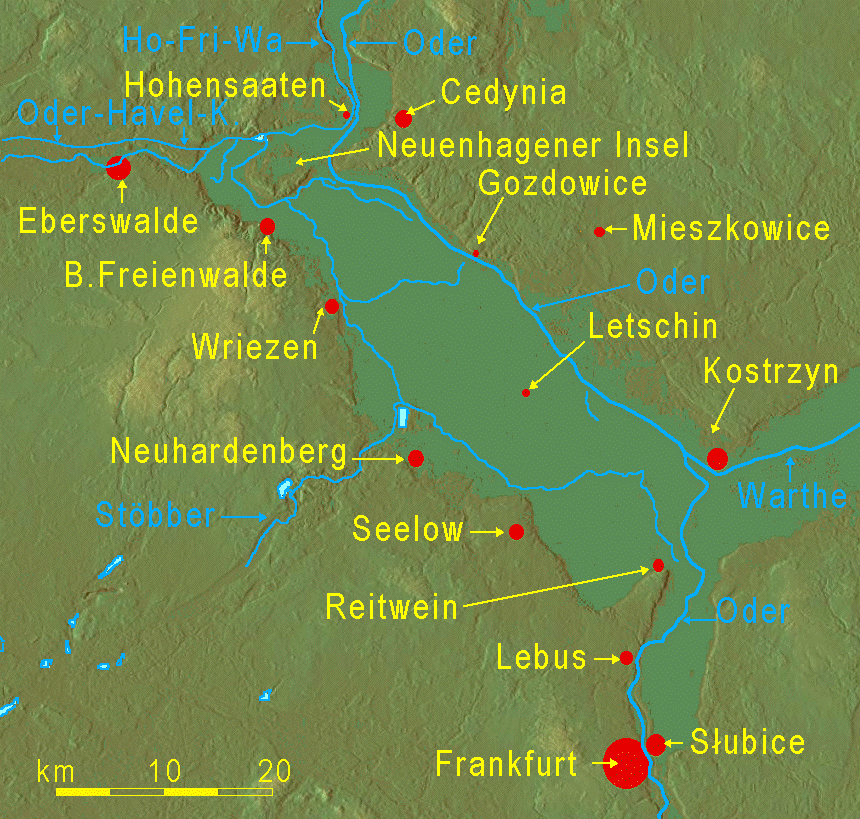
Oderbruch in der Oderniederung,
bläulich-grün = unter,
Oder im gesamten Ausschnitt deutsch-polnische Grenze
Ho-Fri-Wa = Hohensaaten-Friedrichsthaler Wasserstraße

Das Oderbruch (abgeleitet von „Bruch“ im Sinne von „Feuchtgebiet“) ist ein Naturraum (Haupteinheit Nr. 802) und eine Kulturlandschaft im Osten des deutschen Bundeslandes Brandenburg direkt an der polnischen Grenze. Teile erstrecken sich auf polnisches Staatsgebiet. Die ebene Landschaft ist eine ursprüngliche eiszeitliche Hohlform, in die sich der Fluss Oder eingegraben und an dieser Stelle ein Stromspaltungsgebiet ausgebildet hat. Seit der Trockenlegung und Urbarmachung gilt das Oderbruch als herausragendes Beispiel der preußischen Binnenkolonisation des 18. Jahrhunderts. Im Zweiten Weltkrieg war es Schauplatz der größten Schlacht auf deutschem Boden (Schlacht um die Seelower Höhen).

## Begrifflichkeiten

### Name
Der Begriff setzt sich aus dem Namen des Flusses „Oder“ und dem Wort „Bruch“ für eine zeitweilig überschwemmte Auenlandschaft zusammen. Diese Auenlandschaft, hier als „Bruch“ bezeichnet, war der unzugängliche, verästelte Lauf des historischen Flusses. Dies drückte sich auch im lateinischen Namen aus. Seit dem 16. Jahrhundert wurde die Bezeichnung „Viadrus Fluvius“ benutzt, was so viel wie „Fluss, der sich durchschlängelt“ bedeutet. Das Oderbruch vor der Trockenlegung 1753 darf man sich wie den Spreewald vorstellen.

### Unterscheidung in Bereiche
Entsprechend der Höhenlage (mNN) wird das Oderbruch in die beiden Hauptbereiche Oberoderbruch und Niederoderbruch unterschieden, wobei die Flussbezeichnung meist entfällt, so dass die Benennungen Oberbruch und Niederbruch lauten. Der höhere Teil, das Oberoderbruch, liegt flussaufwärts im Süden.
Die Grenze zwischen beiden Bereichen verläuft ungefähr auf der Linie Altfriedland – Kienitz, wobei an den Rändern nach Theodor Fontane auch Bliesdorf und Neuendorf dazugezählt werden. An der Ostseite kann sogar Zellin als Endpunkt (Deich Lebus – Zellin 1717) angenommen werden. Das Oberoderbruch wird auch als „Hohes Bruch“ bezeichnet.
Als weitere Unterscheidung gibt es den Bereich „Mittelbruch“. Dies ist der Bereich zwischen „Neuer-Oder-Canal“ im Osten (Güstebiese – Hohensaaten), die „Neuenhagener Insel“ im Norden, die „Wriezener Alte Oder“ im Westen und die „Alte Güstebieser Oder“ im Süden bis zur Coupierungsstelle bei Güstebiese. Das Mittelbruch deckt sich ungefähr mit dem Bereich des Altkreises Königsberg/Neumark, der sich westlich der Oder befindet. Es handelt sich also um eine Bezeichnung aus der Zeit nach 1753.
Außerdem gibt es noch den Begriff „Tiefes Bruch“, womit der Bereich zwischen Falkenberg und Oderberg gemeint ist, also die besonders niedrigen Gebiete vor dem Hang bei Liepe.

### Weitere Begriffe
Der westlich des Deiches abgetrennte Bereich kann auch als Flusspolder bezeichnet werden.

## Geographie

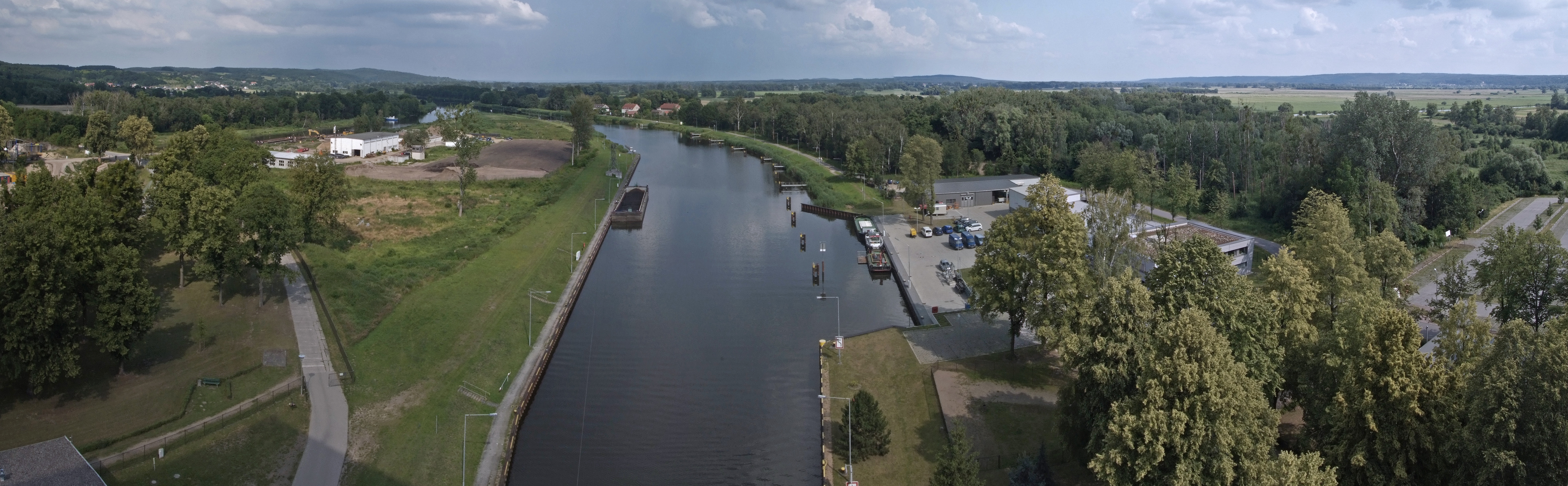
Oder-Havel-Kanal, Oderbruch und Neuenhagener Insel, Blick vom Schiffshebewerk Niederfinow

### Flächenausdehnung
Die Gebietsbezeichnung „Oderbruch“ gilt für den von der Oder durchflossenen Abschnitt, der von Lebus (Flusskilometer 593,0) im Süden bis Hohensaaten (km 665,9) im Norden reicht.
Im Osten wird das Oderbruch durch die Höhenstufe des neumärkischen Hügellands, das Land Sternberg und den Abschluss der Wartheniederung begrenzt. Die östliche Abgrenzung ist nicht der Fluss, sondern die Hänge östlich, genauso wie auch Küstrin zum Oderbruch gerechnet wird. Im Westen wird es durch die Hochflächen des Barnim und die Lebuser Platte begrenzt. Der Süden wird durch den Eintritt der Oder ins Bruch bei der Stadt Lebus definiert. Als Abschluss (Austritt) im Norden gilt die Passage bei Hohensaaten. Hinzugerechnet werden die Gemeinden, die am Rand (Hanglage) liegen und deren Gebiet sich auch in die Ebene erstreckt, wie z. B. Bad Freienwalde, Wriezen und Seelow.
Von Nord nach Süd beträgt die Länge des zentralen Bereiches (Oderberg – Lebus) fast 60 km. Die Breite schwankt zwischen 12 km im Norden und 20 km im Süden, wobei Beginn und Ende bei Reitwein und bei Oderberg schmale Engstellen mit lediglich 4 km bzw. 1,5 km Breite sind. Die „Neuenhagener Insel“ wird auch dazu gerechnet. Die Fläche beträgt ca. 780 km².

### Höhenlage
Im Süden bei Reitwein beträgt die Höhenlage 14 m ü. NHN, bei Letschin 7,5 m ü. NHN, bei Wriezen 4,5 m ü. NHN und bei Hohensaaten nur noch 2 m ü. NHN. Von Hohensaaten sind es noch 140 Flusskilometer bis zur Ostsee. Der geringe Höhenunterschied (Wasserspiegel) bis zur Ostsee führt zu einer außerordentlichen Beruhigung des Gewässers, die besonders bei hohen Wasserständen einem schnellen Abfluss behindert und gefährlichen Rückstau bedingen kann.
Im Vergleich zum geringen Längsgefälle gibt es aber ein ausgesprochenes Quergefälle des Talbodens. Der Ostteil, also dort, wo der Fluss heutzutage fließt, liegt ca. 3–4 m höher als der Westteil z. B. bei Wriezen. Das ist in jedem Falle niedriger als der mittlere Wasserstand der Oder, die ganz am östlichen Rand fließt.

### Flussnetz
Bis ins 18. Jahrhundert schlängelte sich die Oder in mehreren Armen durch diese Niederung, die mehrmals im Jahr zu großen Teilen von Hochwasser überflutet wurde, wobei sich auch Verlauf und Bedeutung von Oderarmen änderten. In der ersten Hälfte des 18. Jahrhunderts floss der Hauptstrom der Oder bis Güstebiese (heute: Gozdowice) am Ostrand der Niederung, von dort westwärts auf Wriezen zu, von dort an Freienwalde entlang und westlich um den Moränenrücken des Neuenhagener Sporns herum in Richtung Oderberg und dann ostwärts nach Hohensaaten, wo ihr heutiges Bett anschließt. Der dargestellte Lauf ab Güstebiese wird heute Alte Oder genannt. Der wichtigste linke Nebenarm, heute ebenfalls „Alte Oder“, zweigte schon am Reitweiner Sporn nördlich von Lebus in Richtung Seelow ab und floss am Westrand der Niederung nordwestwärts nach Wriezen. Der untere Teil dieses Oderarms heißt heute Friedländer Strom und mündete bei Wriezen in den damaligen Hauptstrom. Ein alter rechter Seitenarm floss am Nordostrand der Niederung. Teilweise ist er im heutigen Hauptstrom aufgegangen. Das unterste (westlichste) Stück ist als Stille Oder erhalten.

## Geologie

### Eiszeitliche Entwicklung

Falschfarbenbild des Oderbruches aus DGM1-Daten

Die Hohlform des Oderbruchs ist im Wesentlichen in der Weichseleiszeit entstanden und hat sich besonders in der Pommerschen Eisrandlage und deren Rückbildung ausgeformt. Dies geschah ca. 18.000–15.000 Jahre v. Chr.
Zu dieser Zeit war das Oderbruch ein Abschnitt des Thorn-Eberswalder Urstomtales, das in die entstehende Nordsee entwässerte („Westabdachung“, Dalchow/Kiesel, 2005). Die auffällige Hohlform entstand aber bereits in der Elster-Kaltzeit durch einen lokal begrenzten Effekt mit einer starken Ausschürfung.
Die „Odersenke“ war dann längere Zeit mit Toteis gefüllt, sodass der Wasserabfluss noch in Richtung Nordsee (Elbe) erfolgen konnte. Als es wärmer wurde und das Toteis vollständig abschmolz (13.500 Jahre vor heute), senkte sich die Sohle des Urstromes im Bereich der Oderbruchausschürfung um 30–40 m. Das führte dazu, dass bei Niederfinow eine Geländestufe entstand und die Schmelz- und Oberflächenwasser nicht mehr vollständig zur Nordsee abfließen konnten.
Mit dem vollständigen Zurückweichen der nordischen Gletscher und des ansteigenden Meeresspiegels entstand die Ostsee. Diese nun freigelegte „Nordabdachung“ führte zu einem einseitigen „Köpfen des Urstromtales“ bei Niederfinow durch Nordschwenken der Oder. Bei Oderberg entstand eine „Pforte“. Zuerst mündete die Oder bei Rostock und schließlich bei Stettin ins Meer.
Sekundäre Bedingungen, wie zum Beispiel der eiszeitliche Sander bei Güstebiese lenkten den Fluss (Große Krümme) immer wieder in ein neues Bett. Die zahlreichen Arme bildeten so ein großes Stromspaltungsgebiet, in dem eine Sumpflandschaft entstand. Heute ist das Oderbruch mit dem Fluss ein Abschnitt der unteren Oder.

## Geschichte

### Prähistorisch
Durch archäologische Grabungen ist bekannt, dass das Oderbruch bereits seit der Steinzeit besiedelt war. Das gilt nicht nur für die bevorzugten Hanglagen, die Uferbereiche der Flüsse, sondern auch für relativ flache Erhebungen in der Ebene z. B. Eichwerder und Altreetz. Aus der jüngeren Bronze- und frühen Eisenzeit (Göritzer Gruppe) sind befestigte Siedlungen z. B. in Rathsdorf bei Wriezen und in Altfriedland dokumentiert.

### Frühmittelalter
Nach Wegzug der ostgermanischen Bevölkerung (Semnonen, Lemovier, Burgunden) im Zeitalter der Völkerwanderung wurden die siedlungsfreien Räume langsam durch von Osten einwandernde westslawische Stämme besetzt (ab 600 n. Chr.). Diese bildeten kleinere Siedlungen ohne übergeordnete Struktur.
Bereits vor der Jahrtausendwende zeichnet sich der Charakter des Bruchs als Grenzbereich ab. Nördlich siedelten die Pommern, östlich die Polanen, ganz im Süden außerdem drängte schlesischer Einfluss in das Gebiet. Der Bereich westlich der Oder wurde von elbslawischen Stämmen dominiert. Das Oberbruch mit Lebus unweit der Warthemündung ist westlicher Vorposten des bereits um 960 christianisierten Herzogtums Polen des Mieszko I.
Das Niederbruch gehört zu dieser Zeit in die Ostmark, später Nordmark, wo die noch nicht christianisierte, slawische (wendische) Bevölkerung relativ unbedrängt lebte. Diese slawischen Siedlungen, wie z. B. Güstebiese waren Fischerdörfer, in denen nebenbei etwas Feldgraswirtschaft betrieben wurde („Güstebies est slavoica villa non habens agros“, Landbuch Neumark, 1337).

### Hochmittelalter 1050–1250
Im 11. und 12. Jh. wird das Oderbruch endgültig konkurrierenden Machtsphären zugeordnet. Der Norden gehört noch in der ersten Hälfte des 12. Jahrhunderts zum slawischen Herzogtum Köpenick unter Jacza von Köpenick († 1176). Dieser Bereich war das östliche Ende der slawischen Handelsroute via vetus, die von Köpenick an der Spree bis an die alte Oder bei Wriezen führte, also die Wasserscheide Ostsee – Nordsee überwand (via vetus coponik in oppidum wreene).
Der südliche Teil des Bruchs stabilisiert sich unter polnischem Einfluss und gehört zum Bistum Lebus (Erzbistum Gnesen), das um 1124 vom polnischen Herzog Bolesław III. gegründet wurde. Hier bildete sich eine Konfliktlinie zwischen dem Erzbistum Gnesen und dem Erzbistum Magdeburg im Westen heraus. Die voranschreitende Christianisierung bereitete die Ostsiedlung und Assimilierung der Slawen vor.
Mit der Gründung der Mark Brandenburg (ab 1157) beginnt die Ausdehnung der Deutschen unter den Askaniern (Markgrafen von Brandenburg) nach Osten. Dieser Expansionskurs findet seinen Höhepunkt in der deutschen Ostsiedlung. Besonders nach dem Zerfall des polnischen Piastenreiches ab 1227 begann die Expansion in den mittleren Oderraum und noch darüber hinaus. Es entstand die Neumark (terra transoderana) als Teil des Kurfürstentums Brandenburg, deren westlichste „Ecke“ das Niederbruch ist. Grenzlinie im Niederbruch (Bereich Wriezen-Freienwalde) ist die heute nicht mehr vorhandene Mädewitzer Oder (Altmädewitzer Hauptgraben), die bei Altranft sich mit den ganz westlich verlaufenden Armen wieder vereinigte.
Bereits im 13. Jahrhundert noch vor der Ostsiedlung entstanden neue „deutsche“ Siedlungen wie z. B. Wriezen, die als Ergänzung bzw. Nachfolge von slawischen Orten (Altwriezen) entstanden. Die nicht mehr unmittelbare Nachbarschaft im Falle Wriezen hängt mit einer veränderten Hochwassergefährdung im ausgehenden Mittelalter zusammen. Die einfachen Sandinseln waren nicht mehr sicher und man zog sich an den Rand des Tales zurück. Gleichzeitig sind in unmittelbarer Nähe slawische Ortsteile, die sog. Kietze als Dienstsiedlungen neben diesen Städten angelegt worden (z. B. Altkietz Wriezen).

### Spätmittelalter 1250–1500
Die in der Mitte des 13. Jahrhunderts beginnende Ostsiedlung verdichtete das Siedlungsgefüge im Oderbruch, im Wesentlichen natürlich an seinen leicht zu erschließenden Rändern und im hochwassersicheren Bereich im Süden, im Oberbruch. Das geschah zuerst durch die Landesfürsten, die den Landesausbau selber, oder über nachrangige Adlige und von denen wiederum eingesetzte Lokatoren mit deren Kolonisten durchführten. Für Hathenow, Rathstock und Werbig kann auf friesisch/flämischen Einfluss geschlossen werden.
Daneben spielten die geistlichen Orden eine bedeutende Rolle. Klöster dienten dem Landesausbau und gleichzeitig der territorialen Abgrenzung. Auf den Höhen des Barnim im Westen errichteten die Templer eine Komturei in Lietzen (1229/1244) mit Besitz u. a. in Gorgast und Quilitz. Auf der Ostseite waren dies die Herzöge von Großpolen, die die Templer nach Quartschen (nach 1232) holten. Alle diese Standorte hatten auch Besitz in der Ebene des Bruchs.
In Altfriedland wurde nach 1230 das einzige Kloster (Zisterziensernonnen) im Bruch gegründet (Erzbistum Magdeburg). Auf der Höhe der Neumark in Zehden (Bistum Cammin) gab es ab 1266 ebenfalls ein Zisterzienserinnenkloster. Der Zehdener Besitz erstreckte sich in die Ebene bis an die Ufer der alten Oder.
Das Spätmittelalter endet mit der Durchsetzung hohenzollernscher Machtansprüche. Mit dem endgültigen Erwerb der Neumark ist das Oderbruch ab 1463 im Innenbereich des Kurfürstentums und damit keine Grenzregion mehr. Die Bevölkerungszahl wird zu dieser Zeit für das ganze Oderbruch auf 5000 Personen geschätzt.

### Neuzeit ab 1500
Nach der Konsolidierung und erstem Aufstieg des Kurfürstentums bringt die Reformation mit der Säkularisierung den Großteil der Macht in das Haus Hohenzollern bei gleichzeitiger Dominanz über die lokalen Adelsgeschlechter.
Die ersten landschaftsplanerischen Maßnahmen der Neuzeit galten ausschließlich dem Hochwasserschutz. So ließ Kurfürst Joachim I. bereits oberhalb Küstrins einen Damm bauen, der die Straße von Seelow nach Küstrin und somit den Übergang dort schützen sollte. Später nach der Teilung Brandenburgs in einen westlichen und östlichen Teil erlangte Küstrin als Residenzstadt unter Johann von Brandenburg–Küstrin (1513–1571, „Hans von Küstrin“) seinen Bedeutungshöhepunkt. Unter seinem Nachfolger wurden ab 1591 für diesen Bereich die ersten regelmäßigen Deichschauen abgehalten.
Das ausgehende 16. Jahrhundert war von Stagnation geprägt, ehe der Dreißigjährige Krieg die Entwicklung nochmals hemmte, wobei das Niederbruch nur gering betroffen war. Unter dem „Großen Kurfürsten“ wurden wenig erfolgreiche erste Versuche einer Binnenkolonisation unternommen, die primär auf die Ansiedlung von Neubürgern abzielten und vor allem Städte fördern sollten.
Durch die Zerstörungen des Dreißigjährigen Krieges und wegen der vermehrten Überflutungen geriet das Oderbruch aus dem Fokus. Erst unter der Regentschaft (1713–1740) des preußischen Königs Friedrich Wilhelm I. wurden konkrete Pläne zur Entwicklung des Oderbruchs beschlossen. Der Kammerrat und Landbaudirektor Martin Friedrich Creutz ließ 1717 einen durchgehenden Deich am westlichen Ufer der Oder von Lebus bis Zellin aufschütten und veröffentlichte die „Teich- und Uferordnung für die Lebusische Niederung an der Oder“, die auch die allgemeine Melioration des Bruchs einleiten sollte.

### Trockenlegung und Besiedlung des Niederbruchs ab 1747
Erste private Meliorationsmaßnahmen wurden ab 1739 durch Samuel von Marschall begonnen. Bis 1744 deichte er den Bereich um Altranft ein und regelte die Entwässerung im Polder mit archimedischen Schnecken. Von Marschall war wohl auch derjenige, der Friedrich II. in seiner Eigenschaft als preußischer Handelsminister mit den Ideen einer Urbarmachung des Niederbruches vertraut machte. Der wesentliche Impuls kam aber von dem 1746 zum Kriegs- und Domänenrat ernannten Simon Leonhard von Haerlem. Von Haerlem war vorher Oberdeichinspektor in Lenzen an der Elbe. Er legte am 12. Januar 1747 ein Gutachten für die Melioration vor. Im Mittelpunkt seiner Idee stand die Steigerung der Fließgeschwindigkeit des Oderflusses durch stärkeres Gefälle, in dem er die Flussstrecke verkürzte. Das sollte erreicht werden durch den Durchstich des Neuenhagener Sporns bei Hohenwutzen. Unterstützt wurde er dabei vom Mathematikprofessor Leonhard Euler, der die Idee rechnerisch bestätigte.
Der Lauf der Oder wurde nun am Ostrand der Niederung am Oderbruch entlanggeführt. Dazu wurde ein 18,83 km langer, mit Deichen eingefasster, weitgehend geradliniger Kanal gebaut, der den Flusslauf um rund 25 km verkürzte. Bei Hohenwutzen wurde zur Verkürzung des Oderlaufs an geeigneter Stelle der Moränenrücken des Neuenhagener Sporns durchstochen, der dadurch zur Neuenhagener Oderinsel wurde. Ein System von Abzugsgräben sorgte für die Trockenlegung des Feuchtgebietes. Am 2. Juli 1753 wurde der Fangdamm bei Güstebiese durchstochen und damit der neue Flusslauf der Oder geflutet. Seither wird die Oder am Ostrand der Oderniederung am Oderbruch vorbeigeleitet, während sich das Wasser aus dem Meliorationsgebiet in der Alten Oder sammelt. Wie geplant lagen nach kurzer Zeit große Gebiete trocken und konnten besiedelt werden, etwa 130.000 Morgen (32.500 ha) fruchtbares Ackerland waren gewonnen worden.

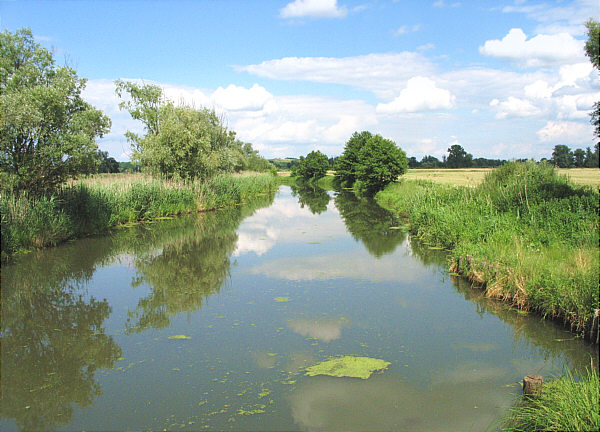
Stille Oder südlich der Neuenhagener Insel

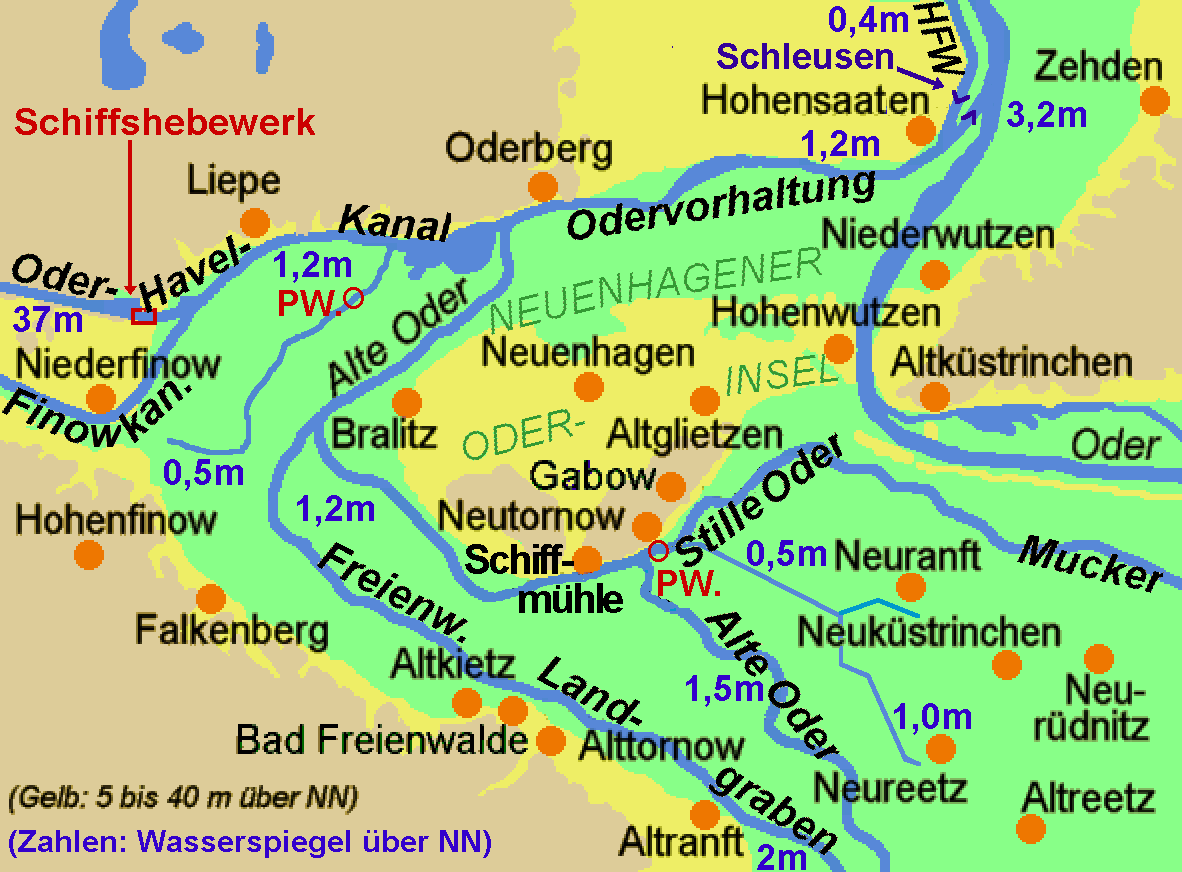
Neuenhagener Oderinsel und Niederoderbruch mit alten Namen, aber aktuellen Wasserspiegeln über NN.
PW = Pumpwerke

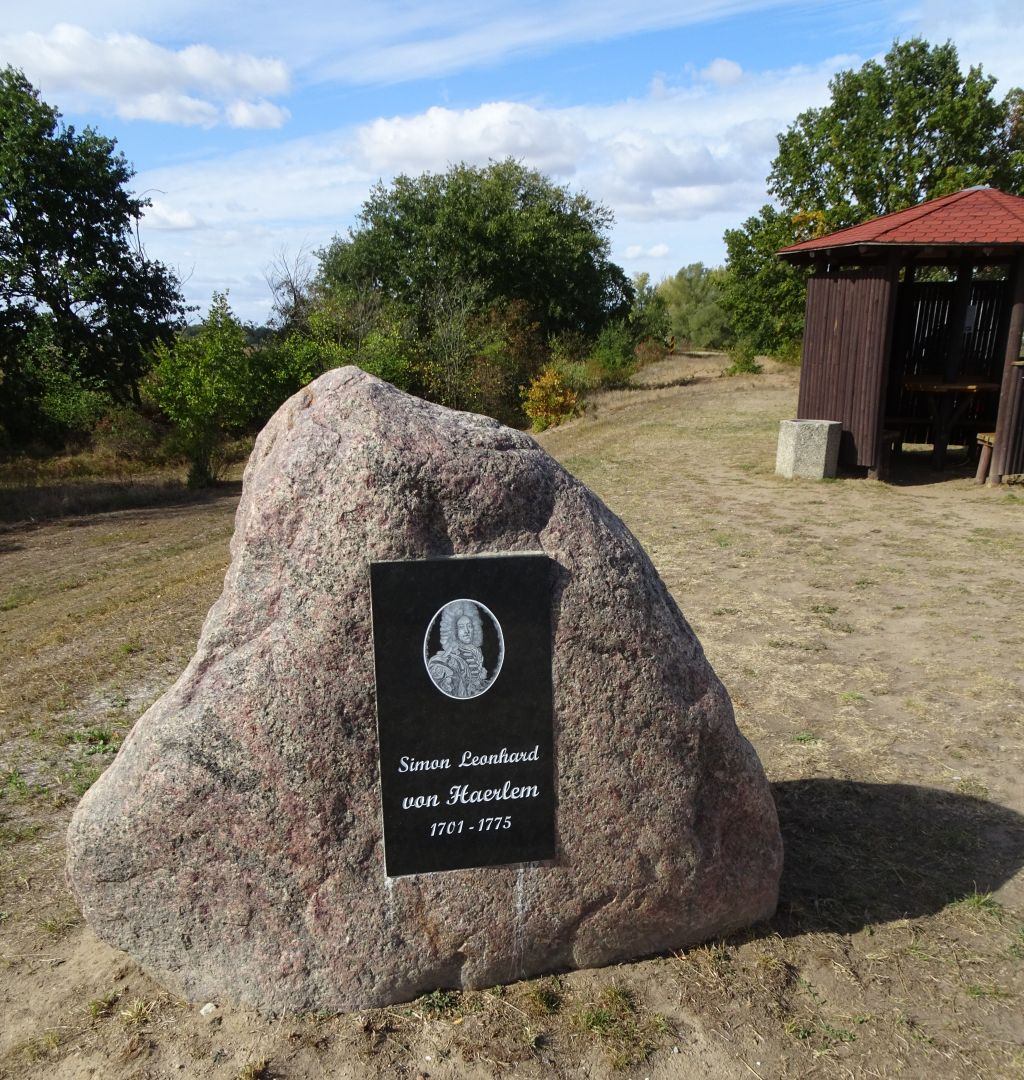
Gedenkstein am Von-Haerlem-Blick auf dem Oderdeich bei Sophienthal

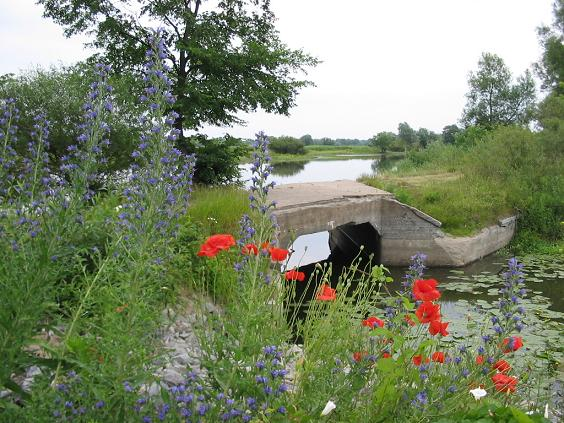
Oderbruch in Kienitz

Ab 1753 begann eine planmäßige Ansiedlung von Deutschen in neu angelegten Straßendörfern. Als erster Ort im Zuge dieser Besiedlung gilt Neulietzegöricke, seit 2001 ein Ortsteil der Gemeinde Neulewin und als Dorfanlage unter Denkmalschutz gestellt. Viele Orte, die im Zusammenhang mit der Besiedlung entstanden, sind an den mit Neu… beginnenden Namen erkennbar. Die neuen Siedler wurden gezielt außerhalb Preußens mit Vergünstigungen angeworben, sie kamen aus Hessen-Darmstadt, Mecklenburg, Pfalz-Zweibrücken, Sachsen und Württemberg, aber auch aus Niederösterreich und aus dem damals mit Preußen in Personalunion regierten Schweizer Kanton Neuenburg. Zudem gab es auch zahlreiche Siedler aus dem neumärkischen Umland, welche die nunmehr trocken fallenden Flächen für eine direkte Kolonisierung von den angrenzenden Höhen aus nutzten. An die meist aus dem französischsprachigen Neuenburg stammenden frankophonen Siedler erinnern heute noch die Ortsnamen Beauregard und Vevais. Das Vorwerk Croustillier (ursprünglich La Crustille) ist lediglich eine frankophile Abwandlung zu Ranft (das Ränftchen).

### Zweiter Weltkrieg
Gegen Ende des Zweiten Weltkrieges wurde das gesamte Oderbruch im Frühjahr 1945 bei der Schlacht um Berlin schwer in Mitleidenschaft gezogen. Zahlreiche Dörfer lagen in Trümmern. Nach der sogenannten Westverschiebung Polens und der Vertreibung der deutschen Bevölkerung wurde das Oderbruch zur Sprachgrenze zwischen Deutsch und Polnisch.

## Hydrologie des Oderbruchs

### Gewässerunterhaltung
Die Unterhaltung der Gewässer, insbesondere der Hochwasserschutz obliegt dem Gewässer- und Deichverband Oderbruch (GEDO) mit Sitz in Seelow. Er hat seinen Ursprung in der 1769 erlassenen „Königlich Preußischen Teich- und Ufer- auch Graben- und Wegeordnung in dem auf beiden Seiten der Oder, zwischen Zellin und Oderberg belegenen neu bewalleten und urbar gemachten Nieder-Bruchs“.

### Oderhochwasser
Die Oder führt den meteorologischen Situationen entsprechend meistens jährlich zwei Hochwasser ab. Neben dem durch Eisstand und Schmelzwasser bedingten Winter-/Frühjahrshochwasser kann sich hier ein Sommerhochwasser ereignen.

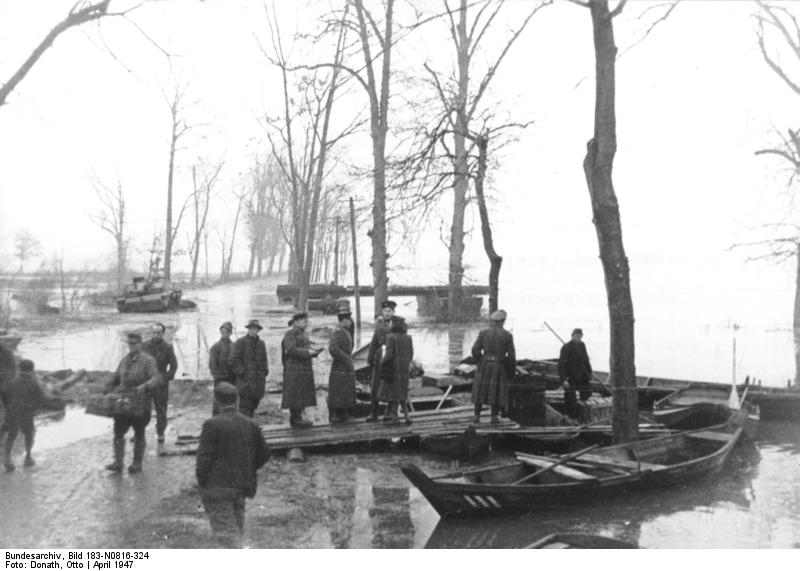
Rettungsaktion beim Oderhochwasser 1947

Die größte Hochwasserkatastrophe des 20. Jahrhunderts im Oderbruch ereignete sich im Frühjahr 1947. In der Nacht zum 22. März bildete Treibeis infolge Eisgangs in der Nähe des Umflutkanals bei Küstrin-Kietz eine Eisbarriere. Es staute binnen kurzer Zeit große Wassermengen, die den Oderdeich nördlich von Reitwein an zwei Stellen in einer Länge von über 100 m überfluteten. Das Hochwasser erreichte sogar das mehrere Kilometer vom Fluss entfernte Bad Freienwalde (Oder). Mehr als 20.000 Menschen wurden damals obdachlos. Auch das Oder-Winterhochwasser 1981/82 entwickelte sich zu einem starken Eishochwasser und drohte in einer Katastrophe zu münden. Bekannte schwerwiegende Ereignisse im 18. und 19. Jahrhundert sind die Hochwasser 1785 und 1838.

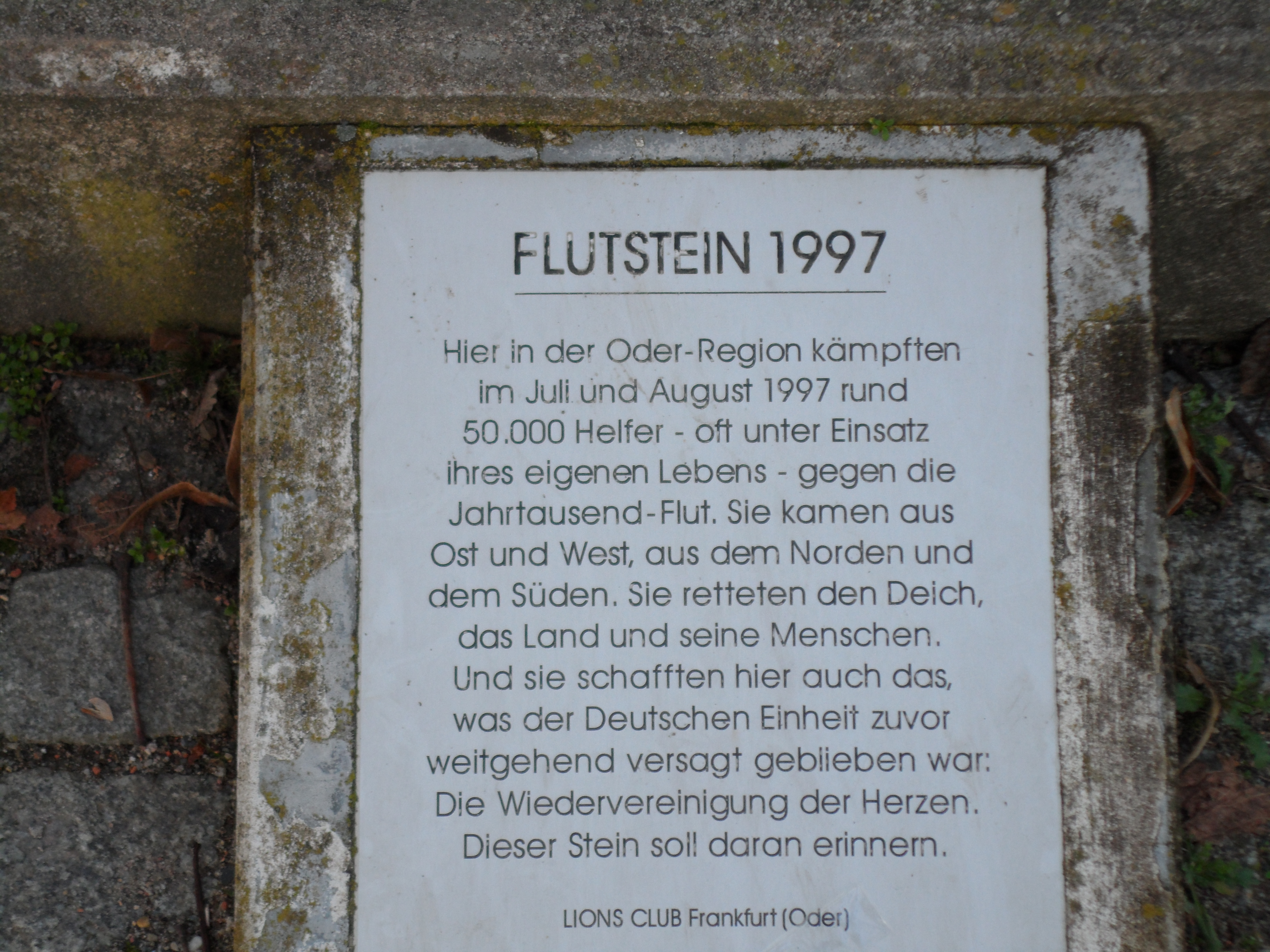
Flutstein Oderhochwasser 1997

Hochwasser der Oder im Sommer entstehen typischerweise infolge einer Vb-Wetterlage durch ergiebige Niederschläge im oberen und mittleren Einzugsgebiet mit kurzer und steiler Hochwasserwelle. Solche Sommerhochwasser werden volkstümlich auch „Johannisflut“ genannt. Bekannt sind die starken Johanni-Hochwasser vom Juli 1736 und von August/September 1854. Das verheerende Oderhochwasser 1997 ereignete sich ebenfalls im Sommer. Die danach unternommenen Hochwasserschutzmaßnahmen dämpften die Auswirkungen beim extremen Oderhochwasser 2010, das sich nach starken Regenfällen im tschechischen Einzugsgebiet schon ab Mitte Mai entwickelte.
| Max. Pegelstand in cm | Datum         |
| --------------------- | ------------- |
| 778                   | 21. März 1940 |
| 755                   | 7. Jan. 2011  |
| 746                   | 18. Jan. 1982 |
| 729                   | 31. Juli 1997 |
| 723                   | 23. März 1855 |
| 712                   | 20. März 1891 |
| 709                   | 3. Apr. 1888  |
| 704                   | 30. März 1942 |
| 703                   | 20. Apr. 1917 |
| 701                   | 25. Feb. 1948 |

### Weitere Entwässerungs- und Kanalbaumaßnahmen

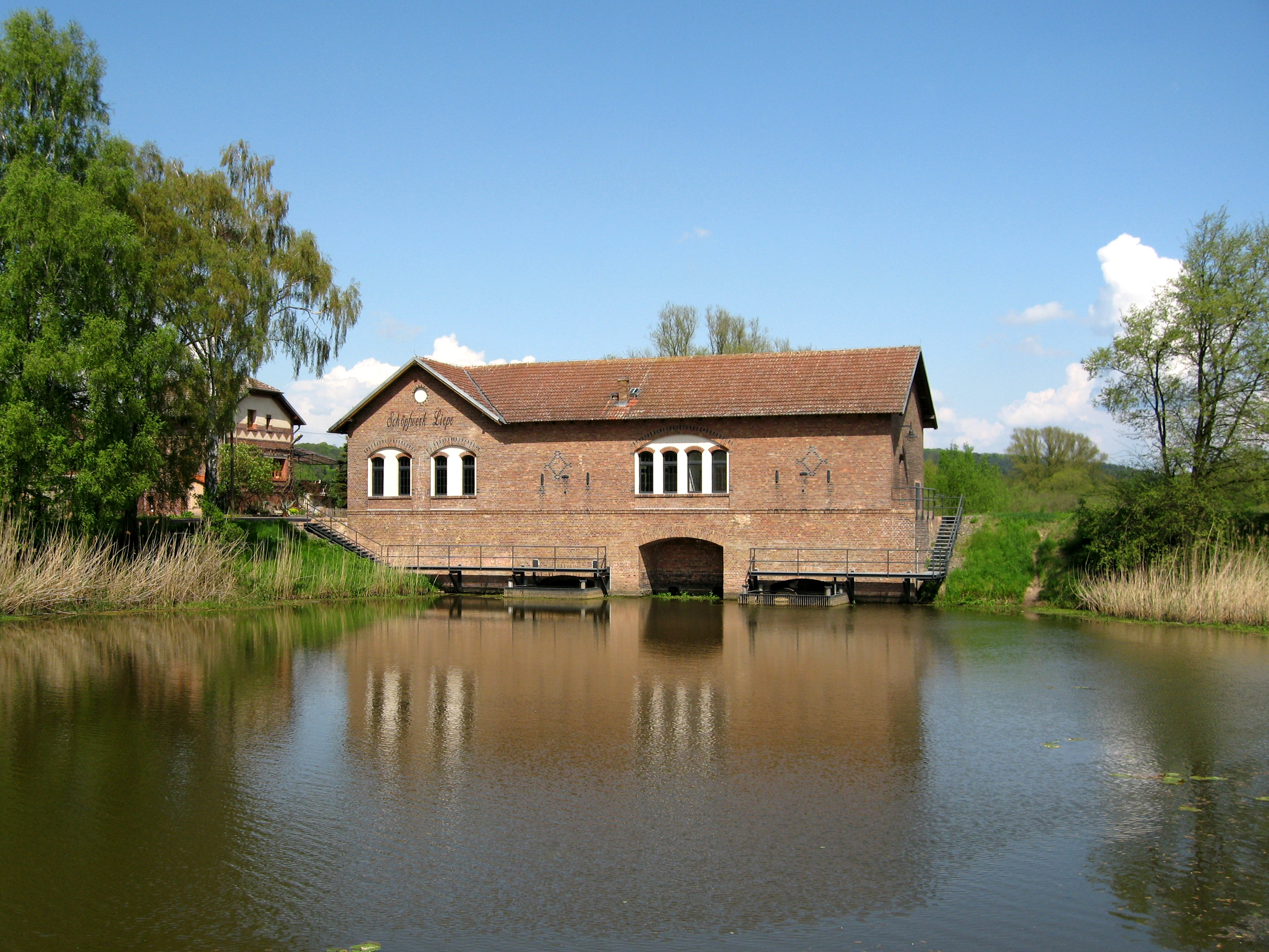
Schöpfwerk Liepe

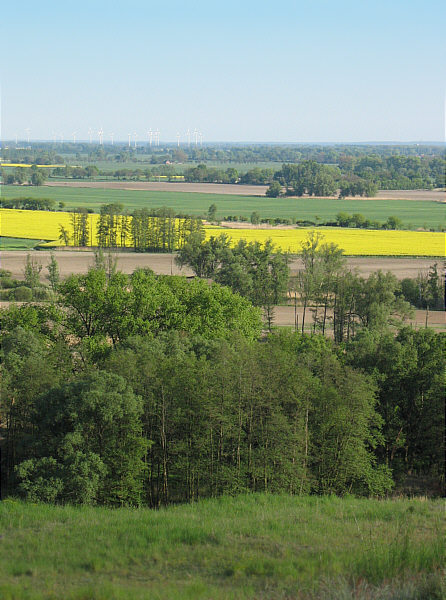
Blick von der Neuenhagener Insel südwärts über das Oderbruch

Um 1895 wurde ein Schöpfwerk bei Neutornow und eines bei Liepe errichtet, um den Bereich nordöstlich von Wriezen sicherer zu entwässern und auch das Niederoderbruch westlich der Neuenhagener Oderinsel stärker landwirtschaftlich nutzen zu können. Im abgepumpten Bereich liegt der Gewässerspiegel – auch die Grundwasseroberfläche – teilweise nur 0,5 m über NN.
Um den Ablauf der Alten Oder zu verbessern, wurde 1906–1926 die Hohensaaten-Friedrichsthaler Wasserstraße (HFW) angelegt, ein Kanal (künstlicher Oderarm) am Westrand der Oderniederung flussabwärts des Oderbruchs, dessen Wasserspiegel am oberen Ende in Hohensaaten mit 0,4 m über NN fast 3 m unter dem Mittelwasserstand der Oder (3,2 m über NN) liegt, die in jenem Abschnitt am Ostrand der Niederung fließt und ein deutlich größeres Gefälle hat. Der nördlich der Neuenhagener Oderinsel liegende, der HFW vorgeschaltete untere Teil der Alten Oder wird nun Odervorhaltung genannt. Deren mittlerer Wasserspiegel liegt zzt. bei 1,2 m über NN.

## Flora und Fauna
Besonders eindrucksvoll sind das Frühjahr (mit teilweise gefluteten Poldern), kalte Winter (mit einer zugefrorenen Oder) sowie die Zeiten der Vogelzüge: Allein am Kietzer See, dem zentralen Gewässer des Europäischen Vogelschutzgebiets Altfriedländer Teich- und Seengebiet, rasten im Herbst bis zu 30.000 durchziehende Waldsaat- und Blässgänse.

### Biber im Oderbruch
Der Biber galt bis über die Mitte des 20. Jahrhunderts im Gebiet als ausgerottet. 1986 wurden 46 Exemplare von der Elbe geholt und im Oderbruch angesiedelt. In der Folge entstand eine stabile Population: Eine Studie zählte im Jahre 2008 etwa 60 Ansiedlungen mit ca. 250 Exemplaren in einem Teilgebiet nahe Frankfurt. Die Gesamtzahl der Tiere im gesamten Oderbruch wurde auf jedenfalls weniger als 500 Tiere geschätzt.
In der Folge kam es vermehrt zu Konflikten mit den Interessen der menschlichen Anwohner: Gefällte oder angenagte Bäume, durch Staudämme aufgestautes Wasser vernässt Felder, Biberbaue unterhöhlen Felder oder Deiche. Noch kritischer wird das Treiben der Biber an den Oderdeichen, wenn sie wie bei Güstebieser Loose mit ihren Biberkesseln die Grasnarbe im Deich zerstören und tiefe Löcher entstehen lassen.
Seit 2009 bemüht sich der Gewässer- und Deichverband Oderbruch mit einem Bibermanagement um ein entspannteres Verhältnis der Bewohner des Oderbruchs zum Großnager.

## Kulturlandschaft Oderbruch
Ende April 2022 erhielt die Kulturlandschaft Oderbruch das Europäische Kulturerbe-Siegel.

### Sehenswürdigkeiten

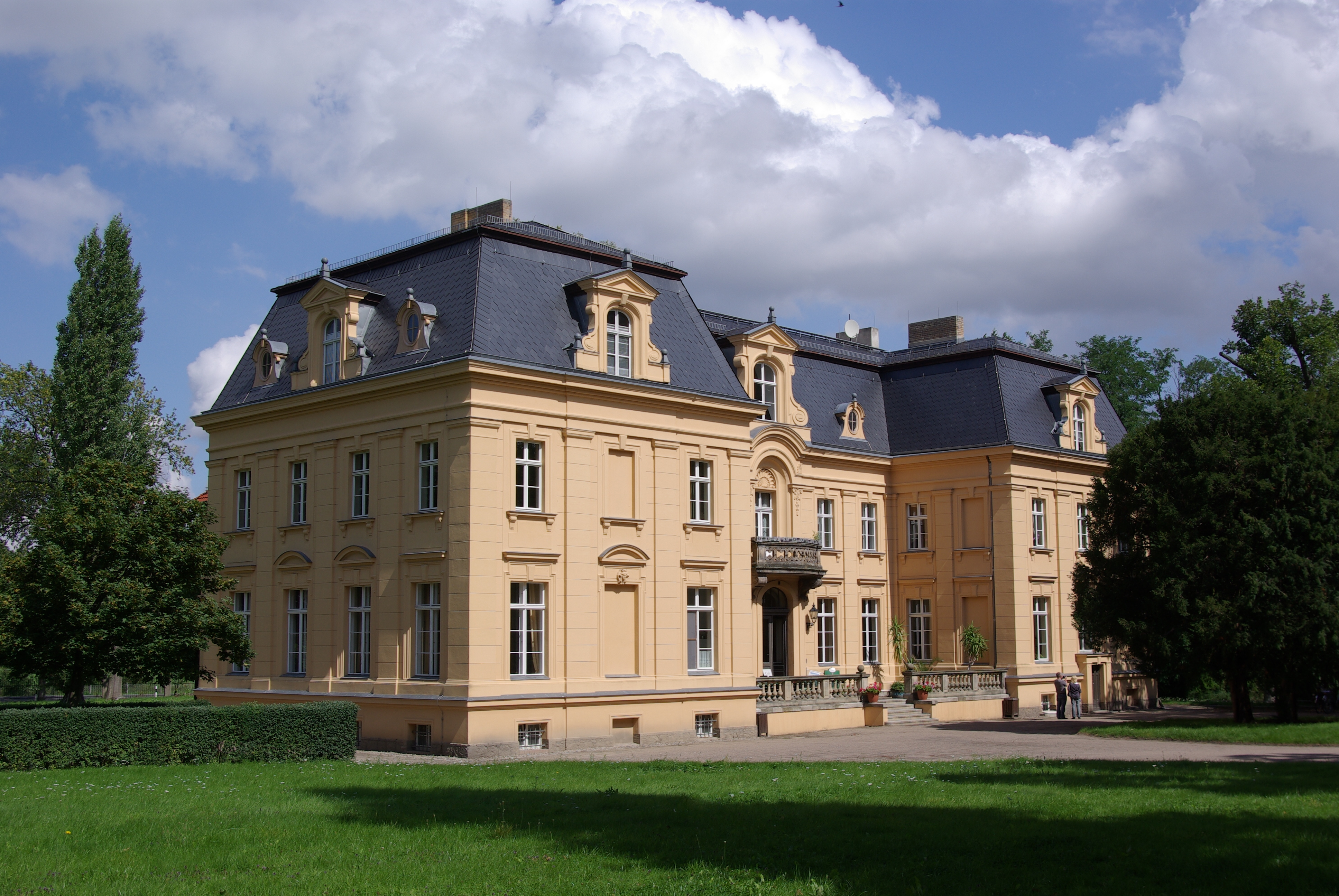
Schloss Altranft

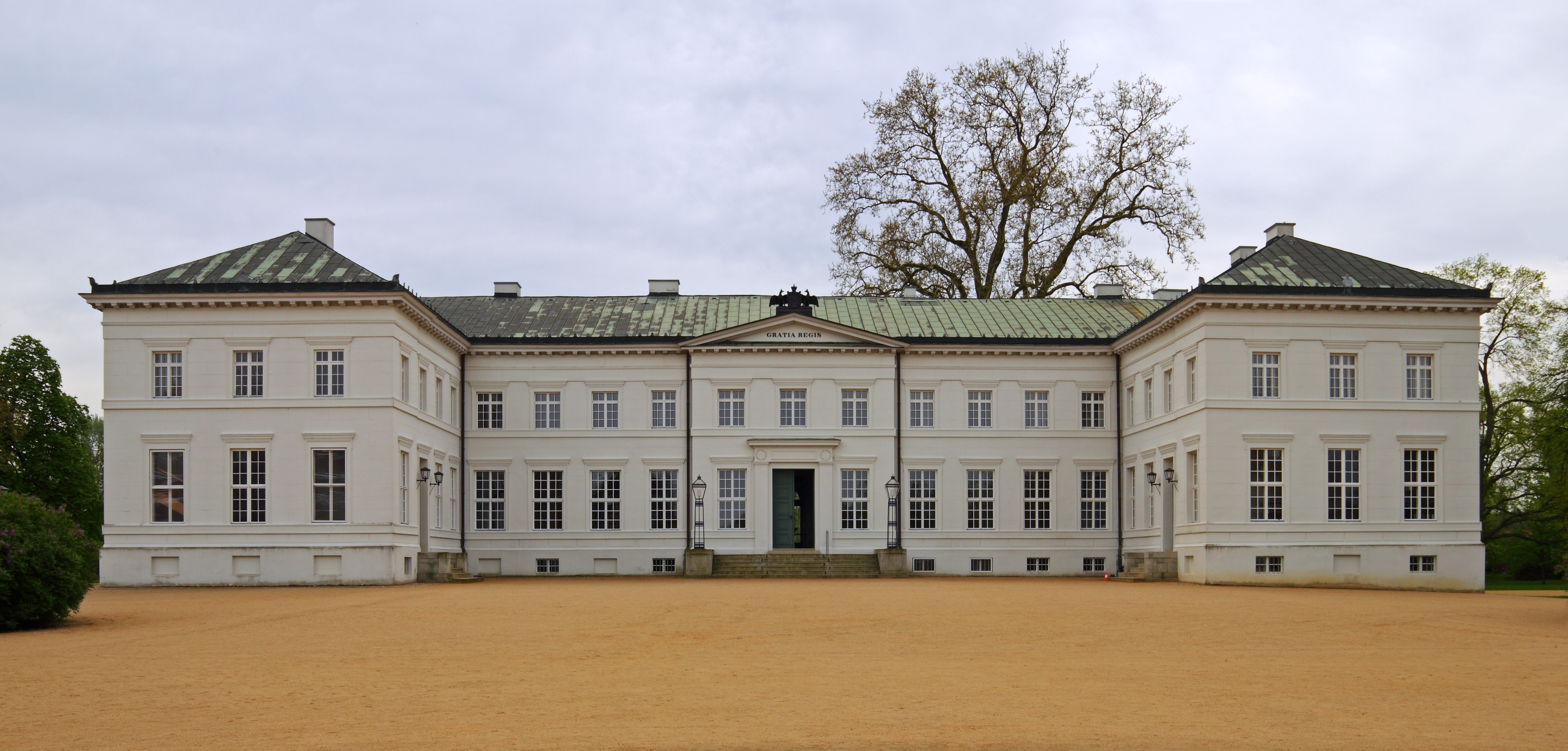
Schloss Neuhardenberg

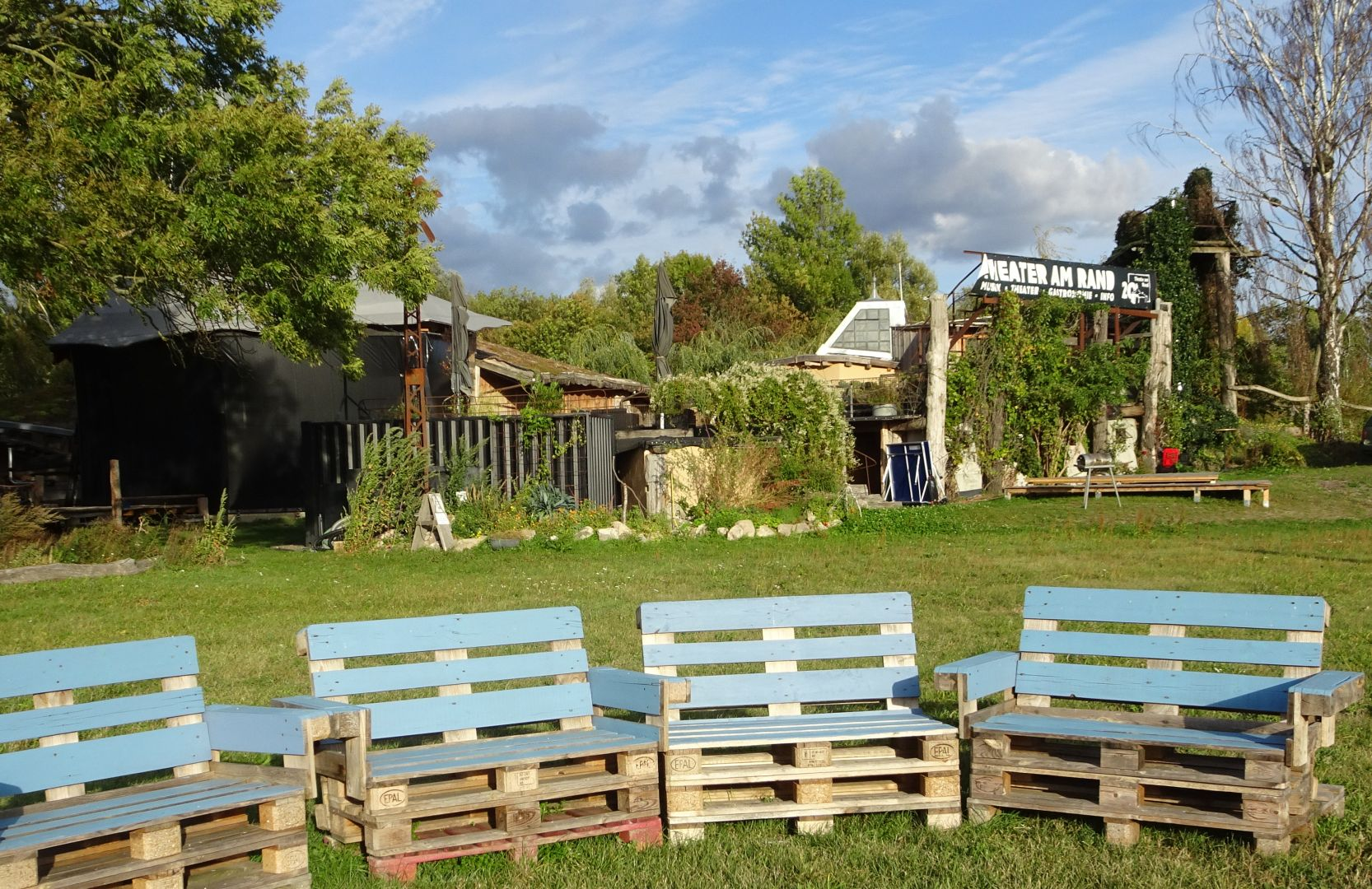
Theater am Rand

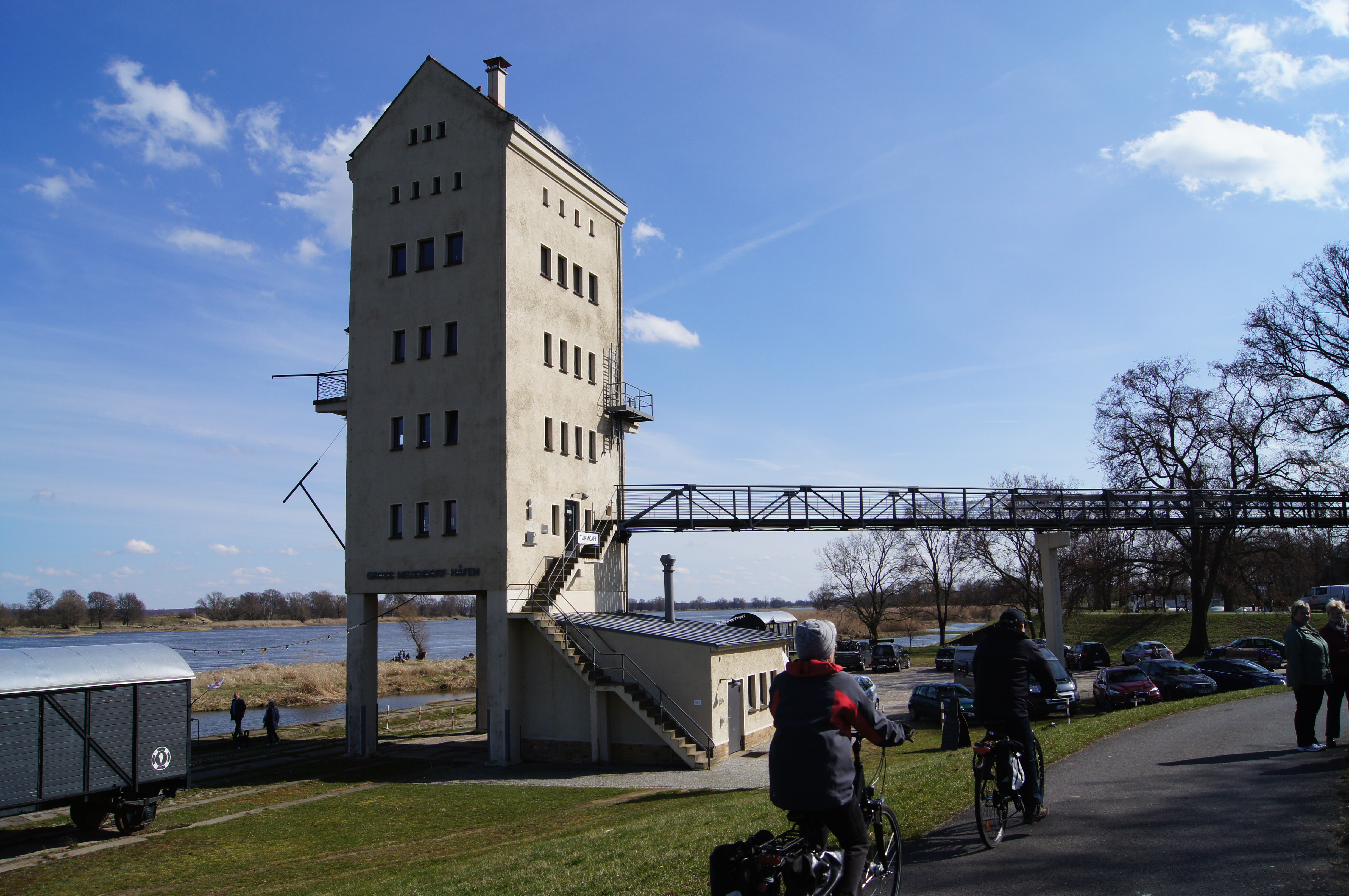
Hafen in Groß Neuendorf

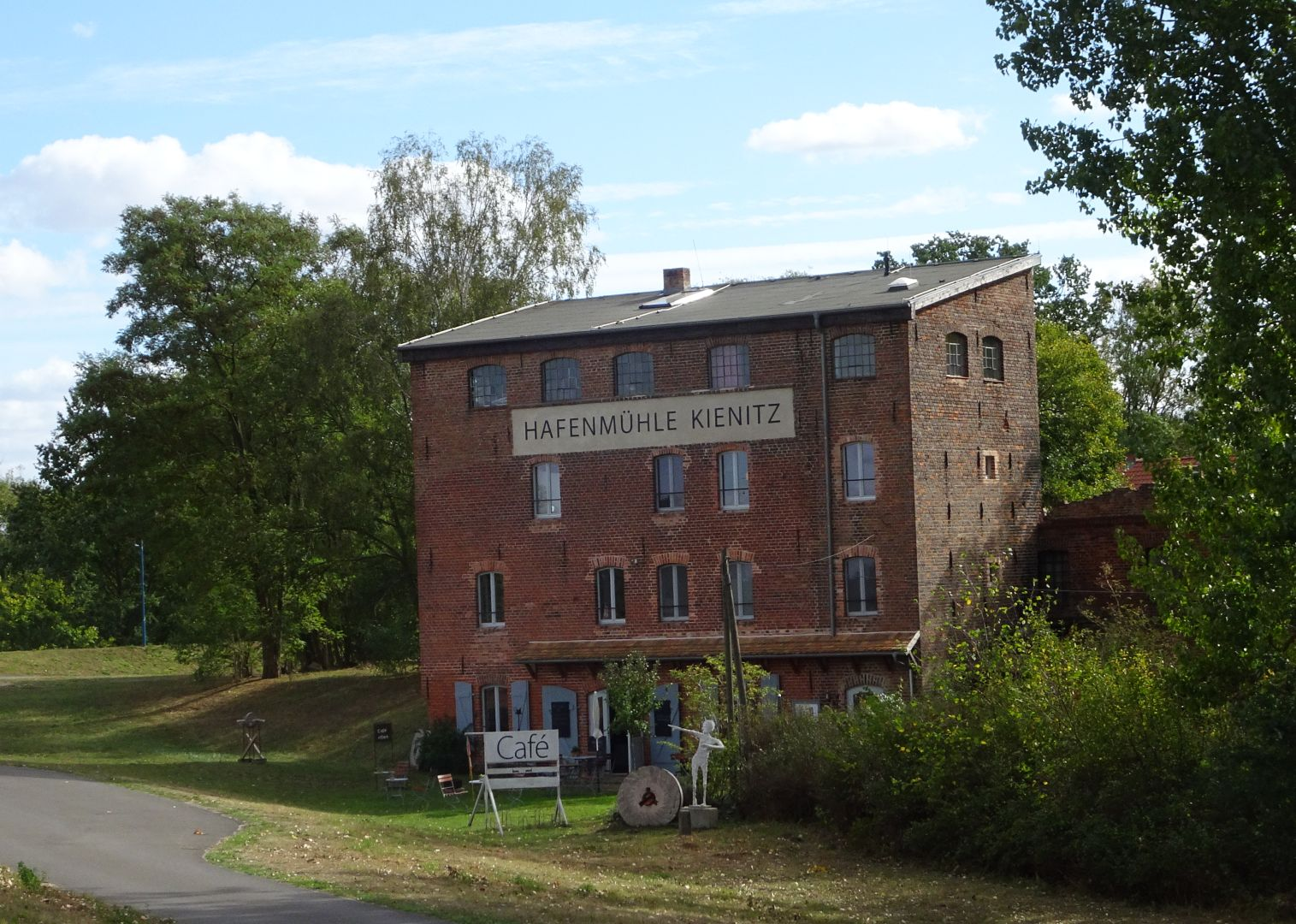
Hafenmühle in Kienitz

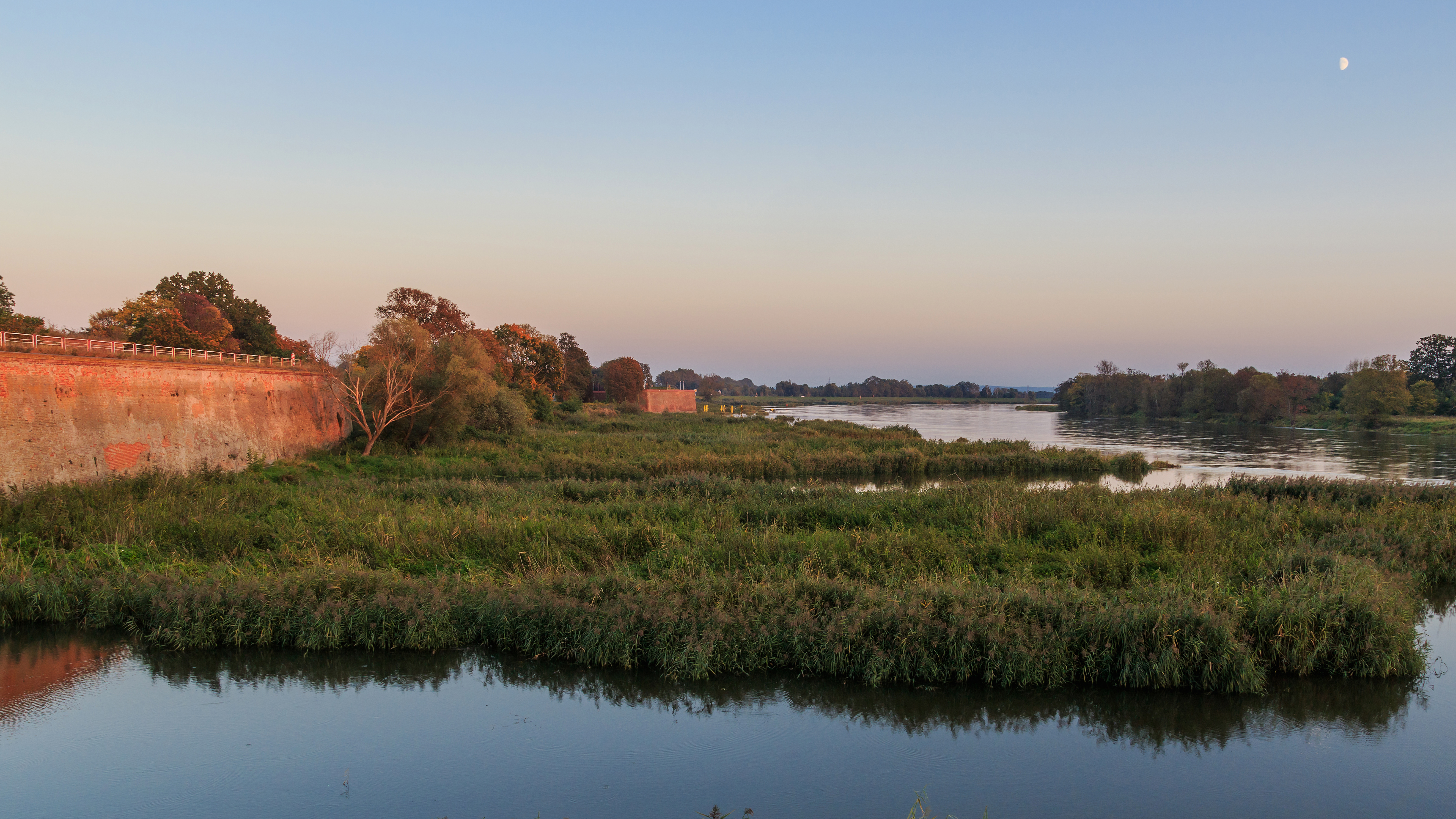
Festung Küstrin

Neben der dünnbesiedelten Landschaft, die sich zum Radfahren und Wandern eignet, bietet das Oderbruch folgende Sehenswürdigkeiten:
- Oderbruch-Museum Altranft
- Loose-Höfe, die ab 1780 im gesamten Oderbruch entstanden sind
- Altdörfer (z. B. Altwriezen und Altwustrow) und Kolonistendörfer (z. B. Neulewin und Neulietzegöricke)
- Fähre in Güstebieser Loose, die seit Ende Oktober 2007 an historischer Stelle den deutschen und den polnischen Teil des Oderbruchs verbindet. Sie ist von April bis Oktober tagsüber in Betrieb.
- Schloss Neuhardenberg
- Erholungs- und Erlebnisdorf Groß Neuendorf (Kunstgalerien, historische Hafenanlage mit Oderblick, Skaterbahnen, Oder-Neiße-Radweg, Töpferei, Museen, Bootsfahrten)
- Hafenmühle in Kienitz
- Musenhof Kunersdorf mit anliegenden Kolonnadengräbern
- Binnenschifffahrtsmuseum Oderberg (mit dem alten Raddampfer Riesa, der früher auf der Oberelbe fuhr)
- Wasserwanderwege (z. B. die Strom-Oder oder die alten Oder), die man von verschiedenen Kanuverleihstationen aus erobern kann.
- Oderbruchzoo Altreetz
- Stüler-Kirche Reitwein sowie den in der Nähe befindlichen sowjetischen Befehlsstand der Schlacht um die Seelower Höhen
- Klosterkirche Altfriedland mit Ruinen des Klosters Friedland am Klostersee
- Theater am Rand in Zollbrücke
- Festung Küstrin

## Orte im Oderbruch und an seinen Rändern
Westlich der Oder:
| - Altreetz - Alt Tucheband - Bleyen - Bad Freienwalde (Oder) - Golzow - Gorgast - Groß Neuendorf - Hathenow | - Küstrin-Kietz - Kienitz - Lebus - Letschin - Manschnow - Neulewin - Neulietzegöricke - Neutrebbin | - Oderaue - Ortwig - Podelzig - Rathstock - Reitwein - Wriezen - Werbig - Zechin |

Ostufer der Oder:
- Kostrzyn (Küstrin)

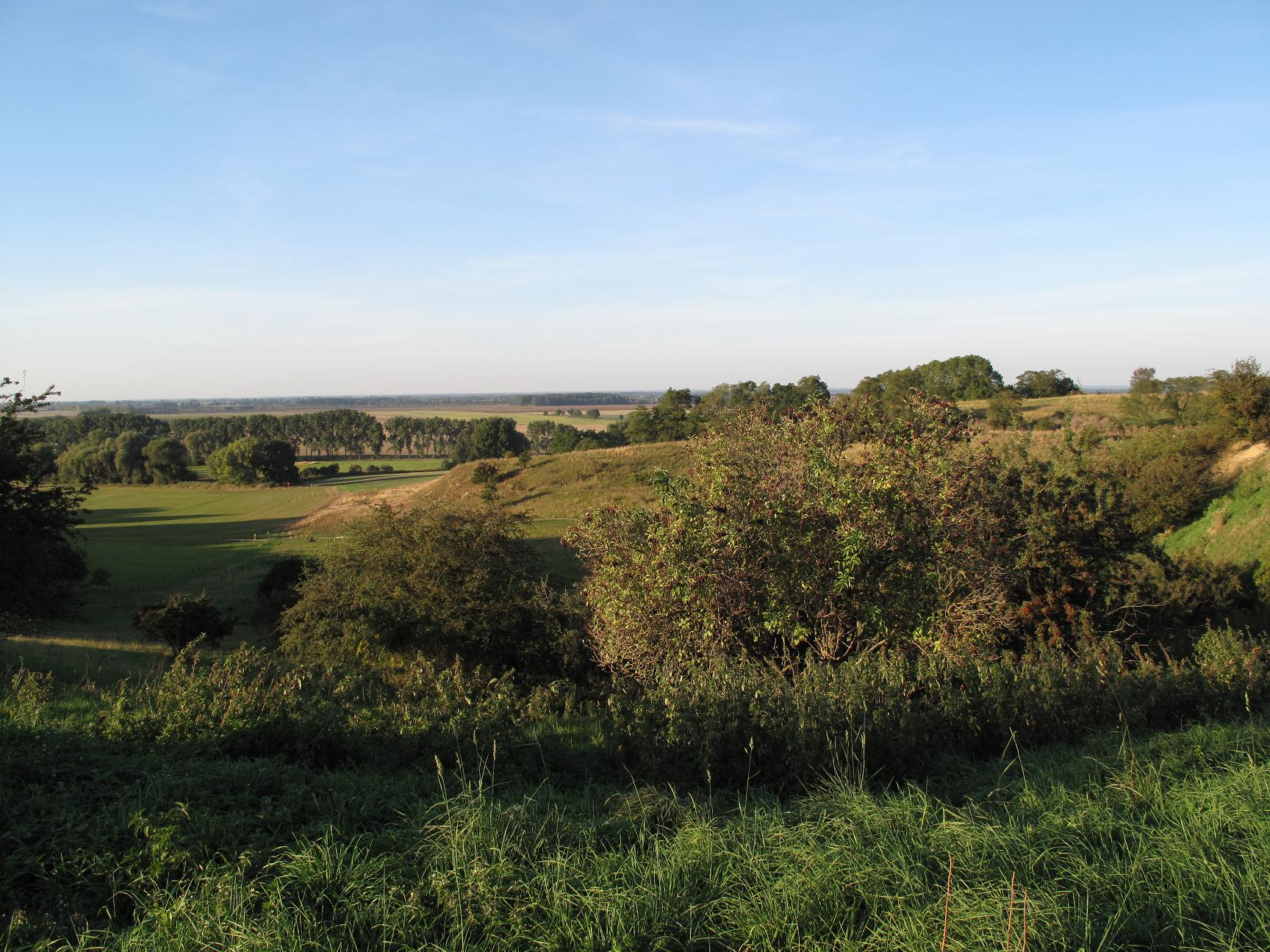
Oderhänge Mallnow und Oderbruch

- Ortsteile der Gmina (Landgemeinde) Mieszkowice (Bärwalde)
  - Gozdowice (Güstebiese)
  - Czelin
- Ortsteile der Landgemeinde Cedynia (Zehden)
- Ortsteile der Landgemeinde Górzyca (Göritz (Oder))

Für Radfahrer wurde die ehemalige Bahnstrecke (Oderbruchbahn-Radweg) von Wriezen bis Neurüdnitz als Radweg befestigt. Auch die Wege parallel zum Oderdeich sind bei Radfahrern sehr beliebt. Direkt auf dem Oderdeich führt der Oder-Neiße-Radweg entlang – inzwischen einer der beliebtesten in Deutschland.

## Wirtschaft
Landwirtschaft prägt das Oderbruch. Daneben spielen der Tourismus sowie die Gewinnung erneuerbarer Energien eine gewisse Rolle.
Weitreichende Bekanntheit innerhalb Deutschlands erlangte das Oderbruch ab dem 19. Jahrhundert durch seine Zuckerfabrikation, die untrennbar mit Fachleuten wie Johann Gottlieb Koppe verbunden war. Die letzten zwei von einstmals 18 Zuckerfabriken im Oderbruch waren die Zuckerfabrik in Voßberg (Letschin) und Thöringswerder. Beide Betriebe wurden durch die Treuhandanstalt an westdeutsche Zuckerhersteller verkauft und 1990 (Voßberg) und 1994 (Thöringswerder) stillgelegt.